# マーシャル・ソラール

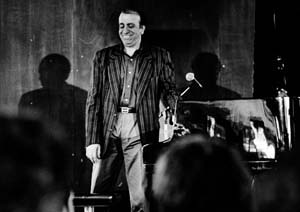
1988年

マーシャル・ソラール（Martial Solal、1927年8月23日 - 2024年12月12日）は、フランスのジャズ・ピアニストおよび作曲家である。

## 略歴
ソラールは、北アフリカのアルジェでフランス人の両親の間に生まれた。オペラ歌手だった母親は彼にクラリネット、サクソフォーン、ピアノを学ぶよう勧めた。彼の父親はユダヤ人の血をひいていたため1942年に学校から追い出されてしまう。当時、アルジェリアはフランスの植民地であり、フランスのヴィシー政権はナチスの政策に従っていたからである。ソラールは、学校でクラシック音楽を学んだ後もラジオから流れてくる音楽を模倣するなどして独学を続けた。15歳のときには米国陸軍の聴衆を前に公演も行なっている。
1950年からパリに定住するようになった後、ジャンゴ・ラインハルトや、シドニー・ベシェ、ドン・バイアスらアメリカ人の海外公演で共演するようになる。1953年からリーダーとしてレコーディングしていたが、1950年代後半になりカルテットを結成（時にはビッグバンドも率いた）。その後、ソラールは映画音楽の作曲を始め、最終的に20作品以上にスコアを提供した。彼はジャン＝リュック・ゴダールのデビュー作長編映画『勝手にしやがれ』（Àbout de souffle、1960年）の音楽を作曲している。
1963年、ロード・アイランドのニューポート・ジャズ・フェスティバルに出演した。アルバム『アット・ニューポート '63』ではライブ演奏を録音する予定だったが、実際にはスタジオ作品となっている。この時点で、彼のトリオにはベーシストのガイ・ペデルセンとドラマーのダニエル・ユメールが参加していた。1968年から、彼はヨーロッパとアメリカでリー・コニッツと共演し、レコーディングを行なっている。
『The Gruppen Review』は、2011年1月号で、12ページのインタビューを公開し、そこでソラールは、永遠の「ジャズの研究者」としての彼の音楽活動について議論を交わしている。
2024年12月12日の午後、イヴリーヌ県ベルサイユの病院で死去。97歳没。

## スタイル
彼のジャズ演奏における手法は「鮮麗でユニークかつ理知的」と評され、「演奏が非常に困難な場合であっても、聴き手にはいたって簡単に弾いているように見せなくてはいけない。技術的問題を抱えていると思われるようでは、意味がない。超絶技巧の演奏とはそういうものなのです」。

## ディスコグラフィ

### リーダー・アルバム
- French Modern Sounds (1954年、Contemporary)
- 『マーシャル・ソラール・トリオ』 - Martial Solal Trio (1954年、Disques Vogue)
- 『ホエン・ア・ソプラノ・ミーツ・ア・ピアノ』 - When a Soprano Meets a Piano (1957年、Inner City)
- Martial Solal (1961年、Vogue)
- The Martial Solal Trio in Concert (1962年、Columbia)
- Trio in Concert (1962年、Liberty)
- In Concert (1963年、Liberty)
- 『アット・ニューポート '63』 - Martial Solal Trio at Newport 1963 (1963年、RCA)
- Martial Solal Trio (1965年、Columbia)
- Son 66 (1965年、Columbia)
- 『ヨーロピアン・エピソード』 - European Episode (1968年、Campi) ※with リー・コニッツ
- 『インプレッシブ・ローマ』 - Impressive Rome (1968年、Campi) ※with リー・コニッツ
- Locomotion (1970年) ※with Henry Texier and Bernard Lubat
- Jazz à Juan (1974年、SteepleChase)
- 7 + 4 = X (1975年、PDU)
- 『ソロ・ピアノの芸術』 - Nothing but Piano (1975年、MPS)
- 『モバビリティ』 - Movability (1976年、MPS) ※ソラール&ペデルセン名義
- 『デュプリシティ』 - Duplicity (1977年、Horo) ※with リー・コニッツ
- Suite for Trio (1978年、Universal)
- 『フォア・キーズ』 - Four Keys (1979年、MPS) ※ソラール、コニッツ、スコフィールド、ペデルセン名義
- Live at the Berlin Jazz Days 1980 (1980年、MPS) ※with リー・コニッツ
- 『ハッピー・リユニオン』 - Happy Reunion (1980年、Sunnyside) ※with ステファン・グラッペリ
- Big Band (1981年、Universal)
- Bluesine (1983年、Soul Note)
- Star Eyes, Hamburg 1983 (1983年、HatOLOGY) ※with リー・コニッツ
- Big Band (1984年、BMG/Dreyfus)
- 『プレイズ・アンドレ・オデール』 - Martial Solal Et Son Grand Orchestre Jouent André Hodeir (1984年、Carlyne Music)
- 9.11 pm Town Hall (1988年、Label Bleu)
- Triptyque (1991年、Adda)
- Duo in Paris (1991年、BMG/Dreyfus)
- Martial Solal & Toots Thielemans (1992年、Erato)
- Solal Lockwood (1993年、JMS) ※with ディディエ・ロックウッド
- Difficult Blues (1996年、John Marks Records)
- Triangle (1996年、JMS)
- Silent Cinema – Cinema Muet (1998年、Gorgone)
- 『ジャスト・フレンズ』 - Just Friends (1998年、Dreyfus)
- Martial Solal, Vol. 2 (1998年、Vogue)
- Balade du 10 Mars (1999年、Soul Note)
- En Solo (1999年、Fresh Sound)
- Plays Ellington (2000年、Dreyfus)
- Sans Tambour Ni Trompette (2000年、Denwa Productions)
- 『コントラスツ』 - Contrastes: The Jazzpar Prize (2000年、Storyville)
- 『イン&アウト』 - In and Out (2000年、Dreyfus) ※with ジョニー・グリフィン
- Locomotion (2002年、Nocturne)
- NY1 (2003年、Blue Note)
- Comptines Pour Enfants Seulement (2005年、Doumtak)
- Rue de Seine (2006年、CAM Jazz)
- Portrait in Black and White (2006年、Nocturne/Plus Loin)
- Exposition Sans Tableau (2007年、Nocturne)
- Solitude (2007年、CAM Jazz)
- Longitude (2008年、CAM Jazz)
- Live at the Village Vanguard (2009年、CAM Jazz)
- 『マーシャル・ソラール:ピアノ・ソロと2台ピアノのための作品集』 - Works for Piano and Two Pianos (2015年、Naxos)
- Masters in Bordeaux (2017年、Sunnyside)
- Histoires Improvisées (Paroles et musique) (2018年、JMS)[6]